# Kevon Carter
Pour les articles homonymes, voir Carter.
Kevon Carter (14 novembre 1983 – 28 février 2014) est un footballeur international trinidadien qui évolue au poste d'attaquant.

## Biographie
Kevon Carter joue pendant une grande partie de sa carrière au Defence Force Football Club. Il est également sélectionné pour Trinité-et-Tobago. 
En 2012, il est finaliste de la Coupe caribéenne des nations 2012 avec l'équipe de Trinité-et-Tobago. Il participe ensuite à la Gold Cup 2013.

## Palmarès
- Finaliste de la Coupe caribéenne des nations 2012 avec l'équipe de Trinité-et-Tobago
- Champion de Trinité-et-Tobago en 2011 avec Defence Force
- Finaliste de la Coupe de Trinité-et-Tobago en 2005 et 2012 avec Defence Force
- Vainqueur de la Coupe FCB de Trinité-et-Tobago en 2009 avec Defence Force
- Vainqueur de la Coupe Pro Bowl de Trinité-et-Tobago en 2012 avec Defence Force
- Finaliste de la Coupe Pro Bowl de Trinité-et-Tobago en 2008 avec Defence Force